# Qualificazioni al campionato mondiale di calcio 2018 - AFC - seconda fase - girone C
Questa voce raccoglie i risultati delle partite del girone C valido come secondo turno di qualificazione al Campionato mondiale di calcio 2018 per la zona di competenza dell'AFC.
| Squadra   | P.ti | G | V | P | S | RF | RS | DR  |
| --------- | ---- | - | - | - | - | -- | -- | --- |
| Qatar     | 21   | 8 | 7 | 0 | 1 | 29 | 4  | +25 |
| Cina      | 17   | 8 | 5 | 2 | 1 | 27 | 1  | +26 |
| Hong Kong | 14   | 8 | 4 | 2 | 2 | 13 | 5  | +8  |
| Maldive   | 6    | 8 | 2 | 0 | 6 | 8  | 20 | -12 |
| Bhutan    | 0    | 8 | 0 | 0 | 8 | 5  | 52 | -47 |

| Squadra   | Cina (bandiera) | Qatar (bandiera) | Maldive (bandiera) | Bhutan (bandiera) | Hong Kong (bandiera) |
| --------- | --------------- | ---------------- | ------------------ | ----------------- | -------------------- |
| Cina      | —               | 2 – 0            | 4 – 0              | 12 – 0            | 0 – 0                |
| Qatar     | 1 – 0           | —                | 4 – 0              | 15 – 0            | 2 – 0                |
| Maldive   | 0 – 3           | 0 – 1            | —                  | 4 – 2             | 0 – 1                |
| Bhutan    | 0 – 6           | 0 – 3            | 3 – 4              | —                 | 0 – 1                |
| Hong Kong | 0 – 0           | 2 – 3            | 2 – 0              | 7 – 0             | —                    |

## Incontri

### 1ª giornata
| Arbitro: | Charymurat Kurbanow |

|                                                                                             |           |  |
| McKee 19’, 57’ Annan 23’ Lo Kwan Yee 30’ Ju Ying Zhi 43’ Lam Ka Wai 49’ (rig.) Karikari 67’ | Marcatori |  |

| Arbitro: | Yudai Yamamoto |

|  |           |                |
|  | Marcatori | 90+5’ El-Sayed |

### 2ª giornata
| Arbitro: | Rowan Arumughan |

|  |           |                                                     |
|  | Marcatori | 45+2’, 60’ 77’ Yang Xu 55’ Wu Lei 67’, 83’ Yu Dabao |

| Arbitro: | Adham Makhadmeh |

|                               |           |  |
| Xu Deshuai 63’ Lam Ka Wai 67’ | Marcatori |  |

### 3ª giornata
| Shenzhen 3 settembre 2015, ore 19:35 UTC+8 | Cina             | 0 – 0 referto | Hong Kong | Bukit Jalil National Stadium (26 173 spett.)\| Arbitro: \| Strebre Delovski \| |
| Arbitro:                                   | Strebre Delovski |               |           |                                                                                |

| Arbitro: | Mohammad Abu Loum |

| |           |  |
| Musa 8’, 28’ Kasola 18’ Assadalla 21’, 45’ 63’ Al Haidos 26’, 88’ Muntari 38’, 42’, 49’ Hassan 57’ Khoukhi 62’, 70’ Ismael 75’ | Marcatori |  |

### 4ª giornata
| Arbitro: | Kim Sang-woo |

|                         |           |                                 |
| Bai He 87’ Karikari 89’ | Marcatori | 22’ Boudiaf 62’ Hassan 84’ Musa |

| Arbitro: | Sukhbir Singh |

|  |           |                            |
|  | Marcatori | 8’, 57’ Yu Dabao 66’ Zhang |

### 5ª giornata
| Arbitro: | Tayeb Shamsuzzaman |

|                                      |           |                                       |
| Dorij 85’ Gyeltshen 88’ Basnet 90+1’ | Marcatori | 11’ Nashid 23’, 33’ 57’ (rig.) Ashfaq |

| Arbitro: | Ko Hyung-Jin |

|             |           |  |
| Boudiaf 22’ | Marcatori |  |

### 6ª giornata
| Arbitro: | Aziz Asimov |

|  |           |                 |
|  | Marcatori | 89’ Chan Siu Ki |

| Arbitro: | Ahmed Al-Kaf |

|                                        |           |  |
| Khoukhi 28’, 70’ Kasola 69’ Musa 90+2’ | Marcatori |  |

### 7ª giornata
| Arbitro: | Marai Al-Awaji |

| |           |  |
| Mei Fang 10’ Yang Xu 13’, 22’ (rig.), 38’, 53’ Yu Dabao 16’, 39’ Yu Hanchao 35’, 73’ Wang Yongpo 67’, 82’ Zhang Xizhe 89’ | Marcatori |  |

| Arbitro: | Ammar Aljeneibi |

|  |           |                     |
|  | Marcatori | 13’ (rig.) Paulinho |

### 8ª giornata
| Arbitro: | Ilgiz Tantashev |

|  |           |                                |
|  | Marcatori | 22’ Muntari 36’, 90’ Al Haidos |

| Hong Kong 17 novembre 2015, ore 20:00 UTC+8 | Hong Kong       | 0 – 0 referto | Cina | Hong Kong Stadium (6 071 spett.)\| Arbitro: \| Nawaf Shukralla \| |
| Arbitro:                                    | Nawaf Shukralla |               |      |                                                                   |

### 9ª giornata
| Arbitro: | Ali Al-Qaysi |

|                                     |           |  |
| Jiang Ning 2’, 84’, 91’ Yang Xu 12’ | Marcatori |  |

| Arbitro: | Dmitrii Mashentsev |

|                            |           |  |
| Al Haidos 20’ Quintana 87’ | Marcatori |  |

### 10ª giornata
| Arbitro: | Mohd Amirul Izwan Bin Yaacob |

|                            |           |  |
| Huang Bowen 57’ Wu Lei 88’ | Marcatori |  |

| Arbitro: | Kim Sang-woo |

|                                                 |           |                               |
| Asadhulla 37’ Ashfaq 81’, 90+4’ (rig.) Naiz 87’ | Marcatori | 7’ Gyeltshen 48’ (rig.) Dorji |